# Атлетіко Альбасете
«Атлетіко Альбасете» (ісп. Atlético Albacete, S.A.D.) — іспанський футбольний клуб з однойменного міста, фарм-клуб «Альбасете»

## Історія
«Атлетіко Альбасете» заснований 1962 року як самостійний клуб і до 1983 року грав у регіональних лігах, поки не потрапив у Терсеру.
1991 року команда стала фарм-клубом «Альбасете» і 1998 року змінив назву на «Альбасете Б». У 2018 році він відновив своє історичне найменування — «Атлетіко Альбасете».